# Arvydas Sabonis
Arvydas Romas Sabonis (sinh ngày 19 tháng 12 năm 1964) là một cầu thủ bóng rổ chuyên nghiệp đã giải nghệ và doanh nhân người Lithuania. Được công nhận là một trong những cầu thủ châu Âu xuất sắc nhất mọi thời đại, ông đã 6 lần vô địch Euroscar và 2 lần đoạt giải Mr. Europa. Ông đã chơi ở nhiều giải đấu khác nhau và trải qua bảy mùa giải trong Giải bóng rổ Nhà nghề Mỹ (NBA) tại Hoa Kỳ. Chơi ở vị trí Trung phong, Sabonis đã giành được huy chương vàng tại Thế vận hội Mùa hè 1988, tại Hàn Quốc, cho Liên Xô, và sau đó giành được huy chương đồng tại Thế vận hội Olympic 1992 và Thế vận hội Olympic 1996, khi đại diện cho Lithuania. Sabonis từ giã sự nghiệp bóng rổ chuyên nghiệp vào năm 2005. Sabonis được Portland Trail Blazers lựa chọn trong vòng đầu tiên của NBA Draft 1986, nhưng anh không chơi trận NBA nào cho đến năm 30 tuổi, vào năm 1995.
Sabonis được coi là một trong những big man có khả năng chuyền bóng tốt nhất cũng như là một trong những trung phong xuất sắc nhất trong lịch sử môn thể thao này. Bill Walton từng gọi Sabonis là "Larry Bird phiên bản 7 ft 3 in (2,21 m) " nhờ khả năng quan sát, kĩ năng ném rổ, hiếu thắng và linh hoạt trên sân.
Vào ngày 20 tháng 8 năm 2010, Sabonis đã được giới thiệu vào Đại sảnh Danh vọng FIBA để ghi nhận những đóng góp tuyệt vời của ông khi thi đấu quốc tế. Vào ngày 4 tháng 4 năm 2011, Sabonis được đặt tên trong Đại sảnh Danh vọng Bóng rổ Tưởng niệm Naismith với tư cách cầu thủ vào ngày 12 tháng 8 năm 2011. Vào thời điểm đó, anh là cầu thủ cao nhất từng bước vào Đại sảnh Danh vọng Bóng rổ Tưởng niệm Naismith; một năm sau, kỷ lục này bị vượt qua với chiều cao 7 ft 4 in (2,24 m) của Ralph Sampson. Vào ngày 24 tháng 10 năm 2011, Sabonis được bầu làm Chủ tịch tiếp theo của Liên đoàn bóng rổ Litva, thay thế cho Vladas Garastas, người đã dẫn dắt LBF từ năm 1991. Ông từ nhiệm vào ngày 2 tháng 10 năm 2013, nhưng đến ngày 10 tháng 10 năm 2013 lại quay trở lại cương vị này.